# Screaming Bloody Murder
Screaming Bloody Murder je v pořadí páté studiové album kanadské rockové kapely Sum 41. Vydáno bylo 29. března 2011 po mnoha odkladech. Je to první album kapely od alba Underclass Hero vydaného roku 2007, což znamená nejdelší časový úsek mezi dvěma alby kapely. Přestože nový kytarista byl v době nahrávání alba již členem kapely a napsal první singl, všechny kytary stále nahrával zpěvák Deryck Whibley.

## Nahrávání
Kapela šla do studia na konci roku 2008 s plánem náhrát EP a vydat ji v dubnu roku 2009. Byly však psány stále další a další materiály, a tak se nakonec členové rozhodli v psaní textů pokračovat a vydat plnohodnotné album.
V listopadu 2009 bylo oznámeno, že si kapela najala legendárního britského producenta jménem Gil Norton a v lednu 2010 se vydá se do studia nahrávat nové album.
Nahrávání začalo 26. ledna 2010 a skončilo 17. března 2010, přičemž vokály byly nechány Whibleymu, který je do konce března nahrál sám ve svém domácím studiu.
Kapela se 7. dubna vrátila do studia, aby nahrála některé přídavné písně pro album. Dne 12. června Deryck ohlásil, že album je z 99% hotovo. Nahrávání bylo dokončeno 24. června 2010, den předtím než se kapela vydala hrát na 2010 Vans Warped Tour.

## Vydání
Album mělo původně vyjít 23. března 2011. Bylo oznámeno, že kapela uvolní píseň s názvem "Screaming Bloody Murder" 7. února 2011 ve Spojených státech. Celosvětově premiéru měla tato píseň 14. ledna 2011 na kanadském windsorském rádiu 89X. Na oficiální japonské stránce kapely bylo potvrzeno, že album vyjde v Japonsku 24. ledna. Poté bylo potvrzeno, že album vyjde ve Spojených státech 29. března. Kvůli zemětřesení a tsunami bylo japonské datum vydání posunuto na 6. duben. Dne 28. února 2011 byla uvolněna další skladba, totiž "Blood in My Eyes". Tato skladba byla dána k dispozici pro poslech zdarma na Alternative Press.

## Seznam skladeb
| Pořadí         | Název                      | Délka |
| -------------- | -------------------------- | ----- |
| 1.             | Reason to Believe          | 3:28  |
| 2.             | Screaming Bloody Murder    | 3:24  |
| 3.             | Skumfuk                    | 3:24  |
| 4.             | Time for You to Go         | 3:01  |
| 5.             | Jessica Kill               | 2:50  |
| 6.             | What Am I to Say           | 4:12  |
| 7.             | Holy Image of Lies         | 3:47  |
| 8.             | Sick of Everyone           | 3:05  |
| 9.             | Happiness Machine          | 4:48  |
| 10.            | Crash                      | 3:19  |
| 11.            | Blood in My Eyes           | 4:16  |
| 12.            | Baby, You Don't Wanna Know | 3:34  |
| 13.            | Back Where I Belong        | 3:41  |
| 14.            | Exit Song                  | 1:42  |
| Celková délka: | Celková délka:             | 48:31 |

## Umístění v žebříčcích
| Žebříček (2011)                   | Pozice |
| --------------------------------- | ------ |
| Australia Top 50 Digital Albums   | 11     |
| Australia Top 50 Physical Albums  | 18     |
| Australian Albums Chart           | 16     |
| Austrian Albums Chart             | 23     |
| Canadian Albums Chart             | 9      |
| Dutch Albums Chart                | 100    |
| France Albums Chart               | 25     |
| German Albums Chart               | 23     |
| Spain Albums Chart                | 35     |
| Swiss Albums Chart                | 21     |
| UK Albums Chart                   | 66     |
| UK Rock Albums                    | 5      |
| U.S. Billboard 200                | 31     |
| U.S. Billboard Rock Albums        | 5      |
| U.S. Billboard Alternative Albums | 5      |
| U.S. Billboard Digital Albums     | 15     |

## Osoby

### Sum 41
- Deryck "Bizzy D" Whibley – hlavní vokály, klasická a rytmická kytara, klávesy, piano, produkce, mixování
- Jason "Cone" McCaslin – basová kytara, vokály
- Steve "Stevo 32" Jocz – bicí, perkuse
- Tom "Brown Tom" Thacker

### Ostatní
- James Levine – piano v "Crash"
- Dan Chase – perkuse v "Holy Image of Lies"
- Roger Joseph Manning – přídavné klávesy a piano
- Tom Lord-Alge – mixování
- Chris Lord-Alge – mixování
- Ted Jensen – mastering
- Gil Norton – přídavné bicí
- Ryan Hewitt – inženýrství
- Travis Huff – přídavné inženýrství
- Joe Hirst – přídavné inženýrství
- Evan Lipschultz – A&R
- Javon Greene – A&R
- Kristen Yiengst – fotografická koordinace
- James Minchin – fotografie

## Historie vydání
| Region         | Datum           |
| -------------- | --------------- |
| Austrálie      | 25. březen 2011 |
| Německo        | 28. březen 2011 |
| Itálie         | 28. březen 2011 |
| Nizozemí       | 28. březen 2011 |
| Dánsko         | 28. březen 2011 |
| Francie        | 28. březen 2011 |
| Nový Zéland    | 28. březen 2011 |
| Polsko         | 28. březen 2011 |
| Portugalsko    | 28. březen 2011 |
| Rusko          | 28. březen 2011 |
| Španělsko      | 28. březen 2011 |
| Švédsko        | 28. březen 2011 |
| Velká Británie | 28. březen 2011 |
| Kanada         | 29. březen 2011 |
| Indie          | 29. březen 2011 |
| Spojené státy  | 29. březen 2011 |
| Argentina      | 30. březen 2011 |
| Brazílie       | 30. březen 2011 |
| Japonsko       | 6. duben 2011   |